# アラン・チューリング

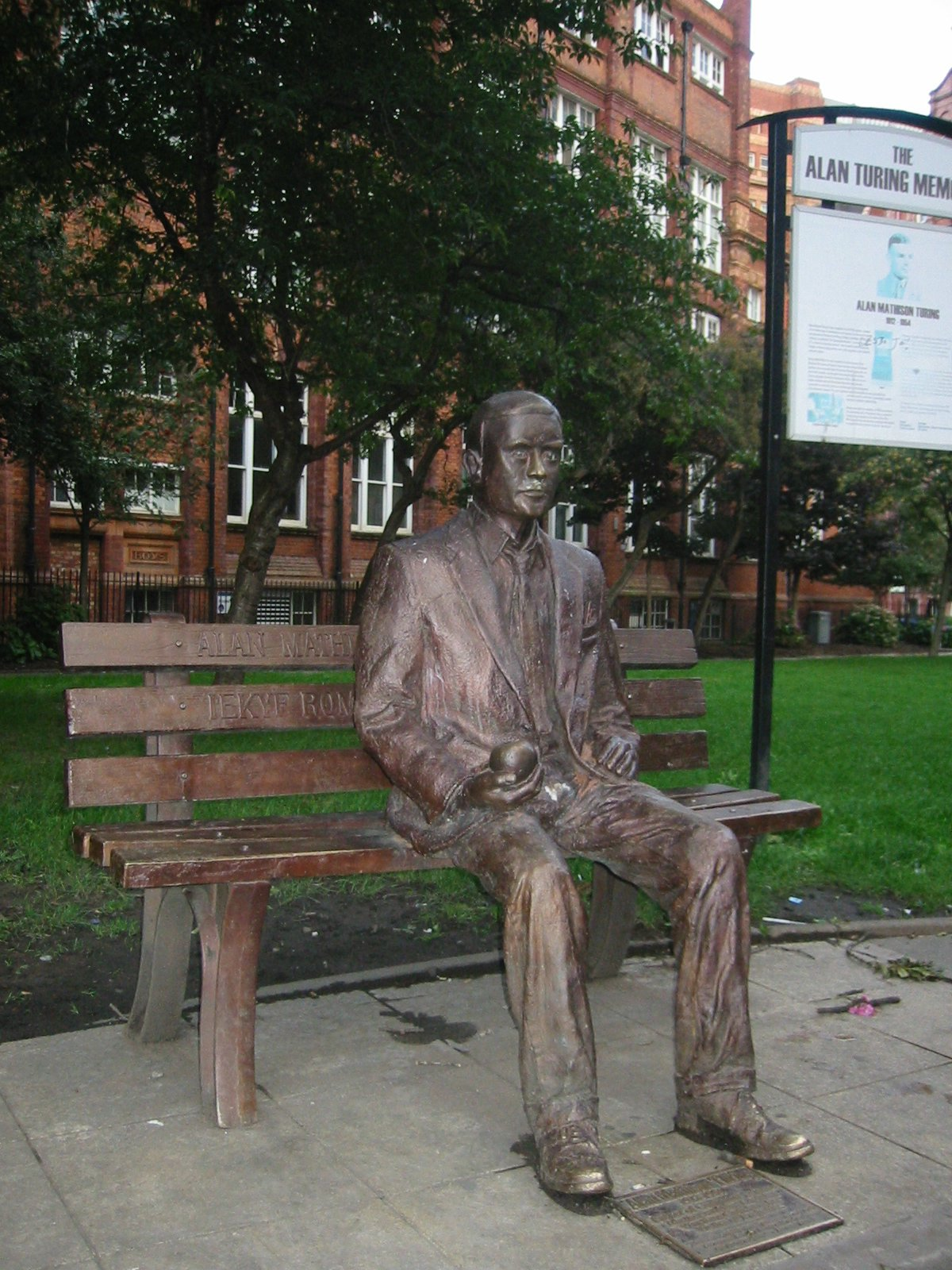
マンチェスターのSackville Gardensにあるアラン・チューリングの銅像

アラン・マシスン・チューリング（Alan  Mathison Turing、英語発音: [tjúǝrɪŋ]〔音写の一例：テュァリング〕, OBE, FRS 1912年6月23日 - 1954年6月7日）は、イギリスの数学者、暗号研究者、計算機科学者、哲学者である。日本語において、姓の Turing はテューリングとも表記される。
黎明期の電子計算機の研究に従事し、計算機械チューリングマシンとして計算を定式化し、その知性や思考に繋がりうる能力と限界の問題を議論するなど、情報処理の基礎的・原理的分野において大きく貢献した。また、偏微分方程式におけるパターン形成の研究などでも先駆的な業績を持つ。

## 人物
経歴・業績の基盤となる出発点は数学であったが、第二次世界大戦中の暗号解読業務に従事した。また、黎明期の電子計算機の開発に携わったことから、コンピュータ・情報処理の基礎理論である計算可能性などに関する仕事をすることとなった。
第二次世界大戦の間、ブレッチリー・パークにあるイギリスの暗号解読センターの政府暗号学校にてドイツの暗号を解読するいくつかの手法を考案し、英国の海上補給線を脅かすドイツ海軍のUボートの暗号通信を解読する部門（Hut 8）の責任者となった。ドイツが使用していた、エニグマ暗号機を利用した通信の暗文を解読する（その通信における暗号機の設定を見つける）ための機械「bombe」を開発した。
チューリングの業績を紹介する時、チャーチ＝チューリングのテーゼと計算可能性理論への貢献がまず第一に挙げられる。特にアルゴリズムを実行するマシンを形式的に記述したものの一つであるチューリングマシンにその名を残し、人によっては前述のテーゼを「チューリング＝チャーチ」と呼称するべきであるとする者もいるほどである。また、任意のチューリングマシンを模倣（エミュレート）できる「万能チューリングマシン」は、同分野の基本的な定理のひとつである停止性問題の決定不能性定理と関係する。さらに、理論面だけではなく、実際面でもコンピュータの誕生に重要な役割を果たした。「コンピュータ科学の父」および（チューリング・テストなど）からは「人工知能（AI）の父」とも言われる。
がっしりした体形で、声は甲高く話好きで機知に富み、多少学者ぶったところがあったといわれている。また、アスペルガー症候群（自閉症スペクトラム障害・ASD）を示唆する特徴の多くを示しているとの指摘もある。
戦後はイギリス国立物理学研究所（NPL）に勤務し、プログラム内蔵式コンピュータの初期設計のひとつであるACE（Automatic Computing Engine）に携わった（ただし、チューリング自身はその完成を見ずに異動している）。1947年、マンチェスター大学に移ると、初期のコンピュータである Manchester Mark I のソフトウェア開発に従事し、数理生物学に興味を持つようになる。形態形成の化学的基礎についての論文を書き、1960年代に初めて観察されたベロウソフ・ジャボチンスキー反応のような発振する化学反応の存在を予言した。
1952年、同性愛の罪（風俗壊乱罪）で警察に逮捕されて保護観察の身となり、転向療法としてホルモン治療を受ける。1954年に41歳で死去。検死によると、青酸中毒による自殺と断定されたが、母や一部の友人は事故だと信じていた。
2009年9月10日、インターネットでのキャンペーンに続いて首相のゴードン・ブラウンが、戦後のイギリス政府によるチューリングへの扱いについて公式に謝罪した。

## 生涯

### 生い立ち
母エセル・チューリングは、イギリス領インド帝国オリッサ州チャトラプルにてアランを妊娠した。父のジュリアス・チューリングは、当時インド高等文官であり、1911年にエセルの妊娠を知ると、イギリス本国での養育を考えてロンドンのメイダヴェールに戻った。1912年6月23日、アランが誕生した。
ジュリアスの任期が続いており、両親はインドとイギリスのヘイスティングスを行き来する生活を送っていたため、アランと兄のジョン・チューリングはイギリスの友人に預けられる。アランは文字を読むことを3週間で覚えたほか、数字に強くパズルが非常に得意だったという。
6歳でセント・マイケルズ学校に入学した。担任教師に続き、校長もすぐにアランの才能に気づく。

### パブリックスクール時代
1926年、14歳でシャーボーン・スクールに入学。登校初日がゼネラル・ストライキ予定日と重なったため、前日から100kmの距離を一人で自転車で行くことにして、途中で宿をとって登校。このできごとは地元紙に掲載された。
シャーボーンは有名なパブリックスクールであり、その校風は古典を重視するものだったが、チューリングは、主に数学と科学に才能を発揮した。そのため、同校の校長は、アランの両親に「どっちつかずにならないと良いですが。パブリックスクールに留まるなら、教養を身に付けねばなりません。単に科学者になるのなら、パブリックスクールに通うのは、時間の無駄です」という手紙を書いた。
しかし、このようなことがあっても、アランは、学問に対する驚くべき能力を示し、初等微分積分学も習っていない1927年に、もっと難しい問題を解いていた。1928年、アルベルト・アインシュタインの書いた文章に触れ、16歳でその内容を理解しただけでなく、そこには明記されていなかったニュートン力学について、アインシュタインの疑問を外挿したという。
同性の親友であるクリストファー・モルコムに恋をしたが、シャーボーンの最終学期中、感染牛のミルクを小さいころに飲んでいたため牛結核症を患って、モルコムは死去した（1930年2月13日）。このことがきっかけとなり、チューリングは、無神論者になった。また、脳の働きなどの現象についても、唯物論的に解釈するようになったが、心のどこかで死後の生を信じていたという。

### 大学時代と計算可能性についての研究

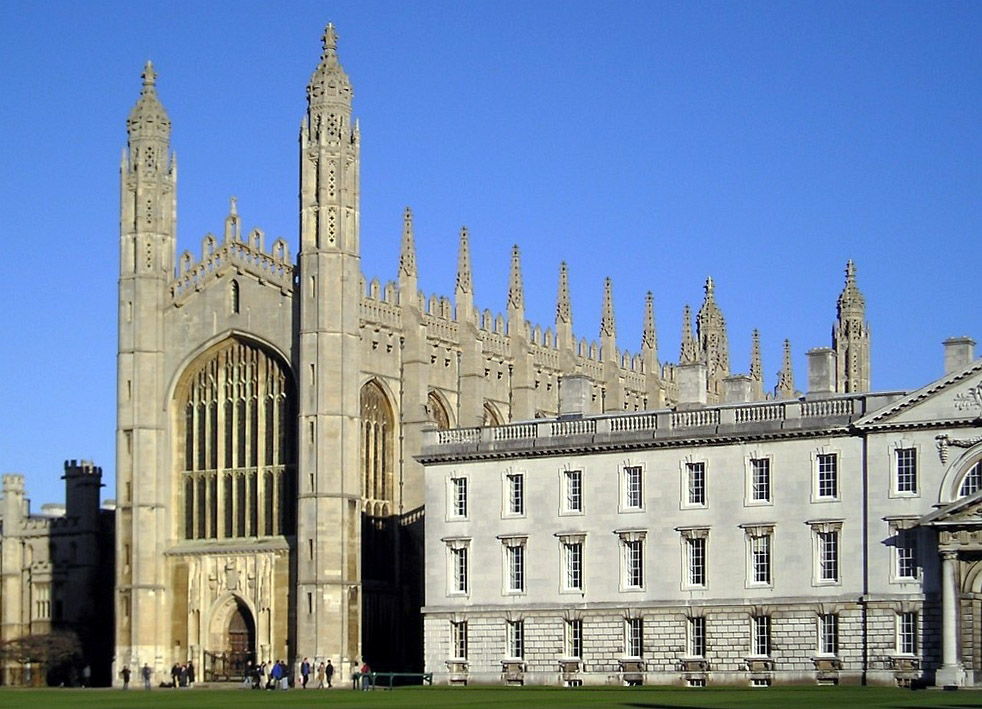
キングス・カレッジの計算機室はTuringと名づけられている

ケンブリッジ大学キングス・カレッジへ進学した。1931年から1934年まで学生として学び、数学で優秀な成績を修めて卒業した。1935年に、中心極限定理を証明した論文が認められ、キングス・カレッジのフェロー（特別研究員）に選ばれた。ただし、中心極限定理は1922年にJ・W・リンデベルグが証明済みだったが、チューリングはその業績を知らなかった。
1928年、ドイツの数学者ダフィット・ヒルベルトは、「決定問題」への注目を呼びかけた。チューリングは、重要な論文 "On Computable Numbers, with an Application to the Entscheidungsproblem"（「計算可能数、ならびにそのヒルベルトの決定問題への応用」、1936年5月28日提出、11月12日配布）で、この問題の解決に重要な役割を果たした。
この論文の重要な点を、現代の数学および数学基礎論およびコンピュータ科学の視点からまとめると次のようになる。(1)「チューリングマシン」という計算モデルを提示し、19世紀以前の数学では数理論理の視点からすると自然言語で記述されるなど曖昧な点があったアルゴリズムを形式的に表現する手法（のひとつ）を確立し、「何らかのチューリングマシンで計算可能な関数を計算可能関数とする」という計算可能性理論における重要なテーゼであるチャーチ＝チューリングのテーゼを示した（チャーチの業績とは独立であり、チューリングのほうがよりわかりやすく直感的であった。人によってはチューリング＝チャーチのテーゼ、の順とすることもある）。(2)どんなチューリングマシンの動作をも、現代の言葉で言えば「エミュレート」できる、「万能チューリングマシン」が可能であることを証明し、その構成法を示した。（注意: この(1)と(2)が表現していることを曖昧に理解しないように注意すること。「テーゼ」は証明ではない（証明できるような性質のものではない）。しばしば、万能チューリングマシンによりあらゆる計算が可能であることを証明した、というような誤解が見受けられる。）(3)「万能チューリングマシン」の概念を利用して、停止性問題を否定的に証明した（これはゲーデルの不完全性定理と同等の結果とも言えるものである。詳細は停止性問題の記事を参照）。
1936年9月から1938年7月にかけて、プリンストン大学においてアロンゾ・チャーチ（前述の「チャーチ＝チューリングのテーゼ」のチャーチである）に師事した。1938年、プリンストンで博士号を得た。博士論文では、数の広がり（正の整数→負数→無理数→虚数）とその公理体系の進化に関して、それらすべてを包含する「順序数」という概念の体系を整理しようとした。その中で、チューリング還元の概念を提案している。純粋数学とは別に暗号理論もここで学び、電気機械式乗算器も試作している。また、この時期、ジョン・フォン・ノイマンも同じくプリンストンにおり、二人は親交があったと言われている。ノイマンは、チューリングにアメリカに残ることを勧めたという。
1939年にケンブリッジに戻ると、ウィトゲンシュタインとの講義に参加した。そこでは、ウィトゲンシュタインが「数学は絶対的真実を発見するのではなく、発明している」という立場を取ったのに対して、チューリングは形式主義を擁護する立場を取った。

### 不思議な性格
ブレッチリー・パークでは変人で通っていた。同僚は彼を 'Prof' と呼び、エニグマに関する論文は 'The Prof's Book' と呼ばれていた。同僚の暗号解読者ジャック・グッドはチューリングについて次のように述べている。

6月の第1週には毎年花粉症に悩まされるので、彼は花粉を吸わないようガスマスクをして自転車でオフィスに通っていた。自転車は故障していて、定期的にチェーンが外れていた。それを修理してもらう代わりに、ペダルをこいだ回数を数えて、危なくなると一旦降りてチェーンを調整していた。もうひとつの変人ぶりとして、マグカップが盗まれるのを防ぐために、それをラジエータパイプに鎖で繋いでいた。

### チューリングとマラソン
ブレッチリーで働いていたころ、ロンドンで重要な会議に出席しなければならないとき、長距離走が得意だったチューリングは、約 64km を走ったという。マラソンにおけるベストタイムは2時間46分3秒であり、1948年ロンドンオリンピックのマラソン代表選考にも参加して5位となっている。

### 暗号解読

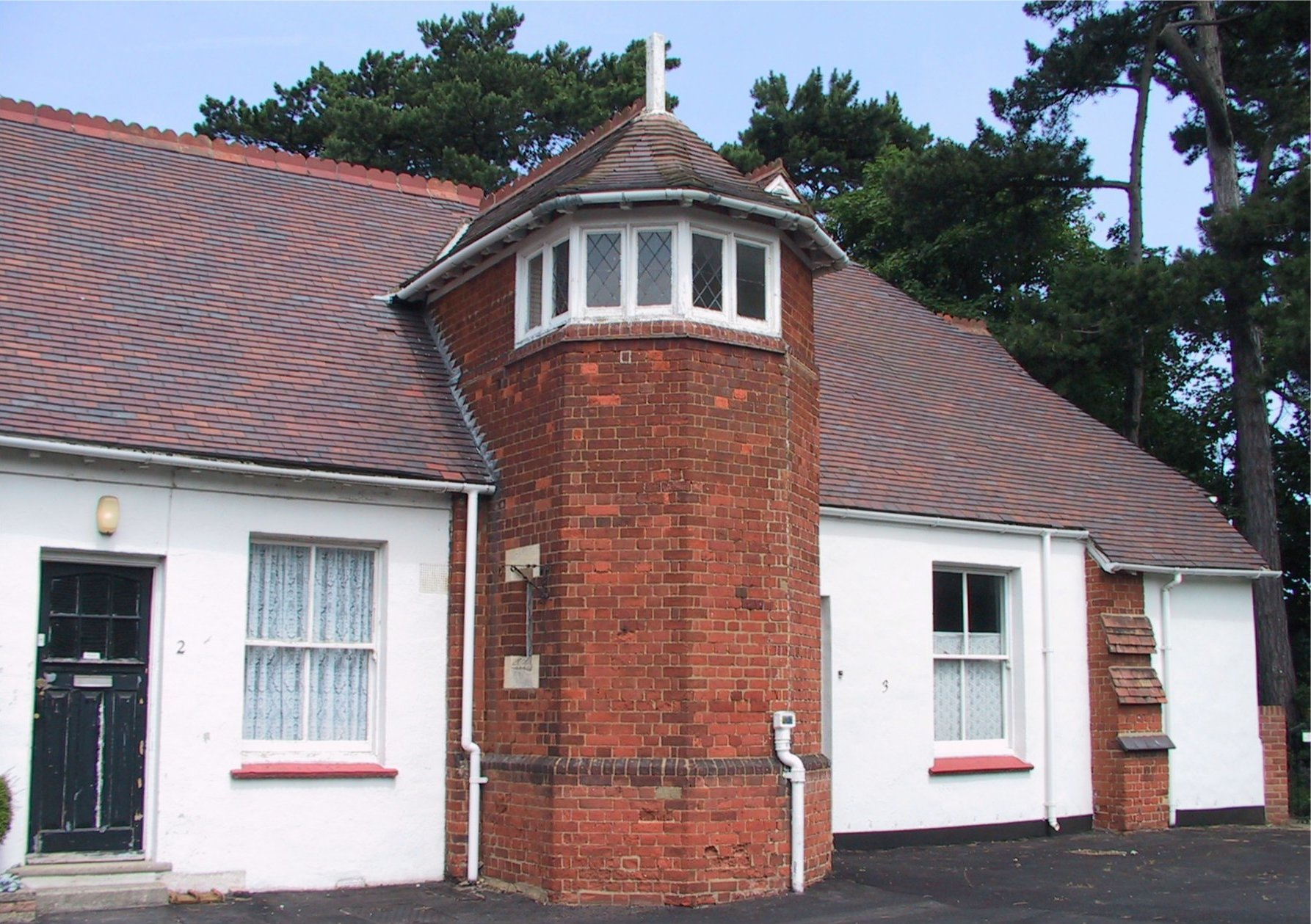
ブレッチリー・パーク内にあるこの建物で、チューリングは、1939年から1940年まで働き、その後 Hut 8 に移った。

第二次世界大戦中、チューリングは、ブレッチリー・パークでドイツの暗号を解読する仕事をしていた。歴史家で自らも戦時中に暗号解読に従事していたエイザ・ブリッグズは次のように述べている。
類まれな才能が必要で、ブレッチリーで天才が必要とされていた。チューリングは、まさにその天才だった。
第二次世界大戦に先立つ1938年9月から、イギリスにおける暗号解読組織である政府暗号学校 (GCCS) でパートタイムで働き始める。そこで、ディリー・ノックスと共にエニグマの解読に当たった。第二次世界大戦勃発の5週間前の1939年7月25日、ポーランド軍参謀本部第2部暗号局 (en)とイギリスおよびフランスの関係者がワルシャワで会合し、ポーランドが解明したエニグマのローター回路についての情報を得ていた。チューリングとノックスは、その情報を元に、問題にアプローチしようとしていた。ポーランドの解読法は不安定なもので、ドイツ側がいつでも変更可能だった。実際1940年5月に変更されている。チューリングの方法はもっと汎用的でクリブ式暗号解読全般に使えるもので、最初の bombe（ボンブ） の機能仕様に盛り込まれていた。
1939年9月4日、イギリスがドイツに宣戦布告した翌日、GCCSの戦時中の基地となっていたブレッチリー・パークに出頭した。bombe の仕様は戦時中の暗号解読でチューリングが成し遂げた5つの成果のうち最初の1つである。他には、ドイツ海軍が使っていたインジケーター手続きの推測、Banburismus と名付けた bombe の効率を上げる統計的手法の開発、Turingeryと名付けた Lorenz SZ 40/42（Tunny） のホイール群のカム設定を明らかにする手続きの開発、そして終戦間近に開発した音声信号スクランブラー Delilah である。
1945年、戦時中の功績によりOBEを授与されたが、その後1970年代までその業績は秘密にされ、近しい友人すらそのことを知らなかった。その功績の大きさにもかかわらず、暗号という重要な機密事項を扱う仕事柄ゆえに、ブレッチリー・パークから一歩外に出れば、チューリングの仕事を知る者は誰一人いなかった。それは、家族すら例外ではなく、母親に一度だけ「軍関係の研究をしている」と話した際には、政府の仕事に携わっていながら身なりに気を払わない息子に対し、母はかえって落胆するばかりであったという。戦後もブレッチリー・パークに関係する事柄は引き続き機密とされ、チューリングが同性愛者として罰せられてからは、その功績を知らない世間から、公然と辱めを受けることとなる(後述)。

#### チューリングとウェルチマンの bombe

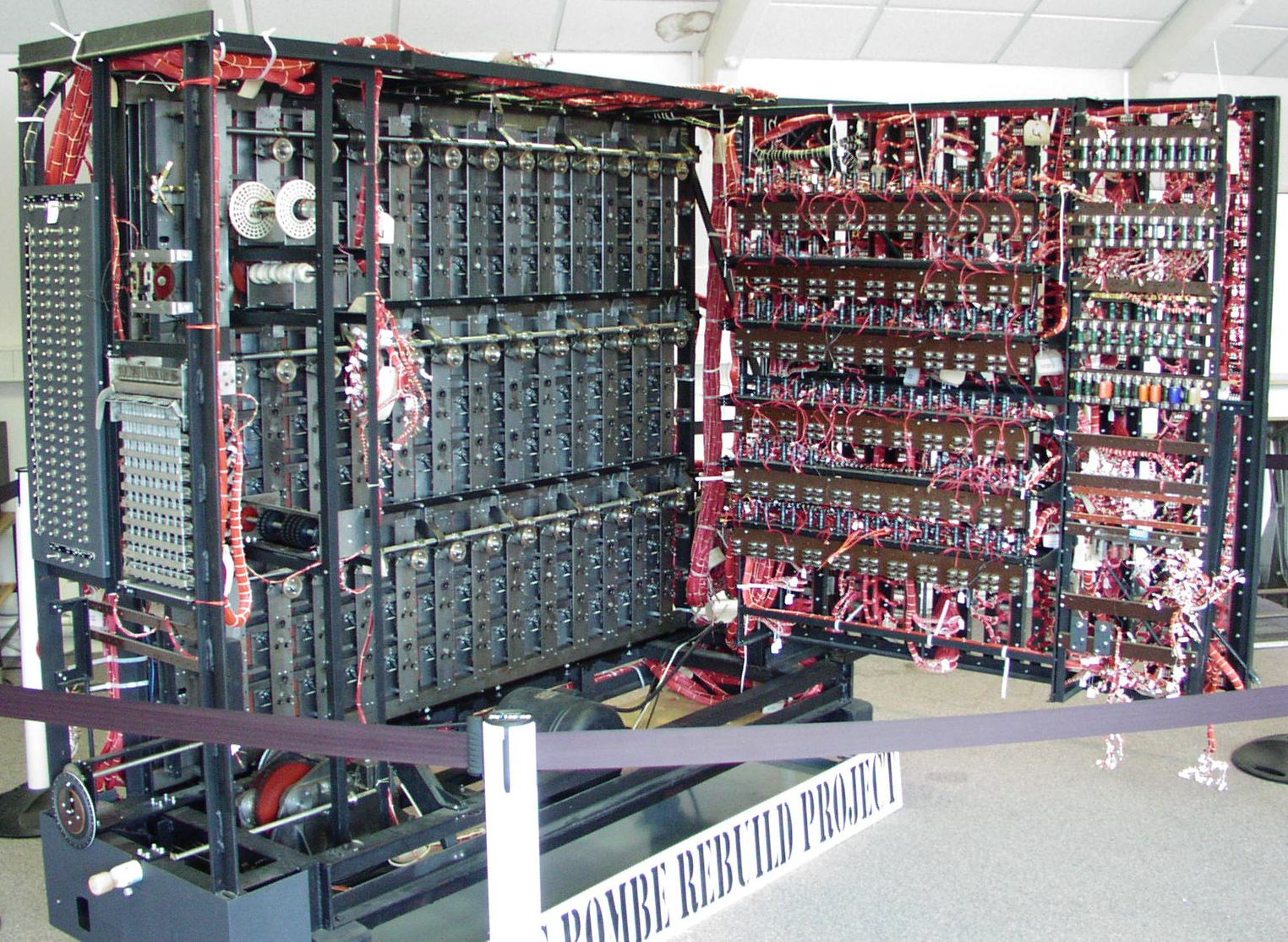
ブレッチリー・パークに展示されている完全動作する bombe のレプリカ

ブレッチリー・パークに到着して数週間後、ポーランドの「ボンバ」 (bomba kryptologiczna) よりも効率的にエニグマの暗号を解読する電気機械式の装置の仕様を生み出し、ポーランドの bomba にちなんで bombe と名付けた。数学者ゴードン・ウェルチマンの示唆によって改良した bombe は、エニグマの暗号解読の主要な自動化ツールとなった。
ジャック・グッドは次のように述べている。

チューリングの最も重要な貢献は、私が思うに暗号解読機 bombe の設計だ。彼はあなたも使えるアイデアを持っていた。要するに、やや不合理な訓練されていない耳でも聞き分けられる論理的理論で、すべてを推論できる。

bombe はエニグマの暗号文で使われたと考えられる正しい設定（ローターの順序、ローターの設定、プラグボードの設定など）を、適当なクリブ（平文中に含まれているであろうと思われる単語やフレーズ）を使って探索する。ローターの考えられる設定（組み合わせのオーダーは 1019、4ローターのUボート版では 1022）ごとに、bombe はクリブに基づいた一連の推論を電気的に行う。bombe は矛盾が生じるとそれを検出し、その設定を除外し、次の設定を調べる。ほとんどの設定は矛盾を生じるので除外でき、詳細に調べるべき少数の設定だけが残る。最初の bombe は1940年3月18日に実装された。終戦のころには200台以上の bombe が使われていた。

#### Hut 8 と海軍のエニグマ

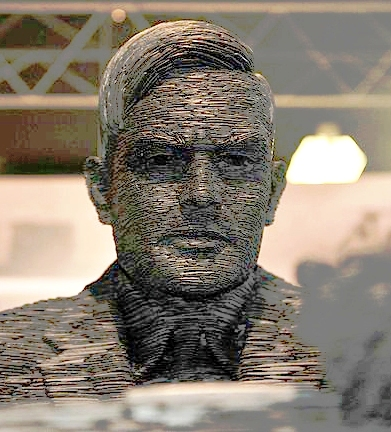
ブレッチリー・パークにあるチューリングの石像

チューリングは「他の誰もそれに取り組まず、自分ならやれるかもしれない」と思い、ドイツ海軍のエニグマの解読というさらに難しい問題に取り組むことを決めた。1939年12月、海軍のエニグマのインジケーターシステムの基本部分を解明。海軍以外が使っているインジケーターシステムよりも複雑だった。そしてある夜、Banburismus のアイデアを思いつく。これは逐次的かつ統計的な技法で（後にエイブラハム・ウォールドは sequential analysis と呼んだ）、海軍版エニグマの暗号解読を助けるものだった。「私はそれが現場でうまく機能するか確信を持てず、何日かかけて具体化してやっと確信した」 このために彼は証拠を重み付けするための測度を考案し、それを Ban と呼んだ。Banburismus はエニグマの特定のローターの並びを除外することができ、bombe の設定をテストする時間を大幅に減らすことに寄与した。
1941年、チューリングは、 Hut 8 の同僚で数学者・暗号解読者のジョーン・クラークに結婚を申し込んだが、婚約期間は短かった。同性愛者であることをフィアンセに告白しても、彼女は動じなかったといわれているが、チューリングのほうがこのまま結婚はできないと別れることを決心した。
1942年11月には、暗号に関する情報交換の一環として、アメリカを訪れた。そこでは、ワシントンでアメリカ海軍の暗号解読者に海軍版エニグマと bombe の構造について伝授し、英米間の盗聴不可能な音声通信手段としてベル研究所で当時開発中だった秘話装置SIGSALYの情報提供を受け暗号化方式の安全性についての評価作業を行った。ベル研究所では同じようにSIGSALYの評価を行っていたシャノンにも会っている。1943年3月、ブレッチリー・パークに戻る。この間に Hut 8 の責任者がヒュー・アレグザンダーに変わり、チューリング自身は部門の日常業務の運営に興味を持たなくなっていたため、ブレッチリー・パークの暗号解読コンサルタントのような立場となった。
アレグザンダーは、次のように書いている。

チューリングの仕事が Hut 8 の成功の最大の要因であることは誰もがわかっていた。当初、暗号解読者としては、彼だけがこの問題に取り組む価値があると考え、彼1人ではないものの Hut における理論的成果の最大の功績者であり、彼に次いでウェルチマンとキーンが bombe の発明に貢献した。全員が不可欠だったというのは難しいが、Hut 8 で誰が一番不可欠だったかといえば、それはチューリングだ。経験と日常がすべてを簡単なように見せるので、先駆者の業績は忘れられがちだが、Hut 8 の多くの者がチューリングの功績の大きさが外の世界に完全に伝わることは決してないだろうと感じていた。

#### Turingery
1942年、チューリングは Turingery（冗談で Turingismus とも）と名付けた技法を考案。ドイツが新たに開発した暗号生成ローターつきのテレタイプ端末で生成されるローレンツ暗号を解読するための技法である。この暗号機械をブレッチリー・パークでは Tunny と呼んでいた。Turingery は Tunny のホイール群のカム設定を解明する手続きである。彼は Tunny のチームにトミー・フラワーズを紹介し、フラワーズがマックス・ニューマンの指導下で世界初のプログラム可能な電子式デジタル計算機 Colossus を構築することになった。Colossus は当時としては極めて高性能で、総当り的な統計的暗号解読技法を適用しても十分な性能を発揮した。なお、チューリングがColossusの設計に重要な役割を果たしたと間違って主張している文献などがある。Turingery と Banburismus の統計的暗号解読法は間違いなくローレンツ暗号の解読技術に影響を与えているが、チューリング自身がColossus開発に直接関与した事実はない。

#### 秘話装置 Delilah
アメリカのベル研究所で提供を受けたSIGSALYの情報を元に、よりシンプルな形で電話の音声信号を電子的に暗号化するというアイデアを追求し、戦時中の後半はハンスロープ・パークにあるイギリス情報局秘密情報部のラジオセキュリティサービス（後のHMGCC）で働いた。そこで彼は技術者ドナルド・ベイリーの助けを得て、電子工学への造詣を深める。2人は携帯型の秘話装置 Delilah を設計・構築。Delilah は様々な応用が意図されていたが、長距離の無線通信ができず、いずれにしても完成したのは終戦間近で遅すぎた。それでも役人の前でウィンストン・チャーチルの演説を暗号化してさらにそれを元に戻すデモンストレーションを行ったが、実際には使われなかった。

### 初期のコンピュータに関する仕事とチューリングテスト
1945年から1947年まで、チューリングはロンドンのリッチモンドに住み、イギリス国立物理学研究所（NPL）にてACE（Automatic Computing Engine）の設計を行う。1946年2月の論文では、プログラム内蔵式コンピュータの英国初の完全なデザインを発表している。フォン・ノイマンの「EDVACに関する報告書の第一草稿」はチューリングの論文より先に存在したが、チューリングの論文の方が詳細であり、NPL数学部門の責任者だった John R. Womersley は「チューリング博士の独自のアイデアがいくつか含まれていた」と記している。また、フォン・ノイマンはさらに遡る1936年の時点でチューリングがプログラム内蔵式について先駆的な論文を発表していたことを認めていた。ACEは実現可能な設計だったが、ブレッチリー・パークで軍事機密に関わる仕事をしていたことが原因でプロジェクトは遅々として進まず、1947年、サバティカル休暇でケンブリッジに戻る。彼がケンブリッジにいる間にACEを縮小した パイロットACE が作られた。1950年5月10日に初めてプログラムの実行を達成している。
1948年にマックス・ニューマンの招きでマンチェスター大学に準教授として招かれ、チューリングは同大学で設立されていた王立協会計算機研究所の副所長に就任し、そこで初期のコンピュータ Manchester Mark I におけるソフトウェア開発に従事。この時期はより概念的な仕事にも取り組み、Computing Machinery and Intelligence（「計算する機械と知性」、1950年10月、「Mind」誌）という論文では人工知能の問題を提起、今日チューリングテストとして知られている実験を提案している。すなわち、機械を「知的」と呼ぶ際の基準を提案したもので、人間の質問者が機械と会話をして人間か機械か判別できない場合に、その機械が「思考」していると言えるというものである。その中で、最初から大人の精神をプログラムによって構築するよりも、子どもの精神をプログラムして教育によって育てていくのがよいと示唆している。
1948年、当時まだ存在していなかったコンピュータチェスのプログラムを書き始める。1952年、当時のコンピュータは性能が低くそのプログラム実行には適さなかったため、自分でコンピュータをシミュレートしてチェスの試合を行ったが、一手打つのに30分かかったという。その対戦の棋譜が残っている。同僚との対戦ではプログラムが負けているが、別の同僚の妻にはプログラムが勝利している。
チューリングテストは独特の挑発的特徴があり、人工知能に関する議論で半世紀にわたってよく引き合いにだされ続けた。
1948年には行列のLU分解も考案しており、今でも線形方程式の解法として使われている。

### 形態形成と数理生物学に関する仕事
1952年から、亡くなる1954年まで数理生物学、特に多細胞生物の個体発生における形態形成に関する研究を行い、それがどのように生じるかについて仮説を提唱した。1952年に発表した “The Chemical Basis of Morphogenesis” （形態形成の化学的基礎）と題する論文において、反応拡散系と呼ばれる偏微分方程式系で反応を抑制する因子の拡散が活性化因子よりも速いとき、チューリング不安定性と呼ばれる不安定化を起こして形態形成の手がかりとなる空間構造を生み出しうることを指摘した。こうして生じる空間パターンはチューリング・パターンと呼ばれている。この論文の最終節においてチューリングは、容易に解析できないこの種のさらに複雑な問題への将来的なデジタルコンピューターの利用について触れている。実際、20世紀末よりコンピューターの計算能力の急速な発達によって、反応拡散系の研究の発展がもたらされた。
また同じ年、ヒマワリの種にみられる螺旋構造が隣接するフィボナッチ数に従っているらしいことを未発表の研究ノートに記していた。葉序構造など種々の植物に見られるこの関係は黄金角と呼ばれる角度で葉や種のもととなる原基が生ずればよいことがわかっている。
その後の論文は 1992年の Collected Works of A.M. Turing の出版まで未発表だった。近年再評価が著しい仕事である。

### 同性愛の告発
Anthony Cave Brown の著書 "C": The Secret Life of Sir Stewart Menzies, Spymaster to Winston Churchill には次のような記述がある。
ミンギスは、チューリングをブレッチリーで雇用した直後から彼が長年の積極的な同性愛者だと知っていた。しかし、ブレッチリーの同僚にちょっかいを出すこともなく、ミンギスの部下の中では唯一「不可欠」と呼べる男だったので、そのまま雇っていた… 1944年初め、ブレッチリーに程近い大きな工業都市ルートンの公立図書館で男子生徒が性暴力を受けるという事件があり、チューリングが犯人ではないかと疑われた。全く記録には残っていないが、秩序と風紀を保つには彼を排除するしかないという決定がなされた。しかし、それも彼が素晴らしい仕事を完了してからのことである。 
1952年1月、チューリングはマンチェスターの映画館のそばでアーノルド・マレーと出会う。ランチデートの後、週末を一緒に過ごそうとマレーを自宅に招いたが、マレーはその誘いを断わっている。次の月曜日、2人は再びマンチェスターで会い、今度はチューリングの自宅を訪問している。数週間後、マレーは再びチューリング宅を訪れ、一夜を共にしたとみられている。
間もなく自宅に泥棒が入り、事件を警察に報告したが、捜査の過程で、泥棒の手引きをした19歳の青年（マレー）と同性愛関係にあったことが警察の知るところとなった。同性愛は当時のイギリスでは違法であり、2人とも逮捕された。
チューリングは有罪となり、入獄か化学的去勢を条件とした保護観察かの選択を与えられ、入獄を避けるため、同性愛の性向を矯正するために、性欲を抑えると当時考えられていた女性ホルモン注射の投与を受け入れた。
結果としてセキュリティ・クリアランスを剥奪され、GCHQで暗号コンサルタントを続けることができなくなった。当時、ケンブリッジ・ファイヴの最初の2名ガイ・バージェスとドナルド・マクリーンがKGBのスパイだと露見した事件があり、スパイについて大衆の不安が増大し、ソ連のエージェントが同性愛者を罠にかけるという噂があった。スパイ活動で告発されたわけではないが、ブレッチリー・パークで働いていた全員と同様、戦時下の業績について論じることは禁止された。

### 死
1954年6月8日、家政婦がチューリングが自宅で死んでいるのを発見した。検死の結果、死亡したのは前日で、青酸中毒による死であることが判明。ベッドの脇には齧りかけのリンゴが落ちていた。リンゴに青酸化合物が塗ってあったかの分析はなされなかったが、部屋には青酸の瓶が多数あった。
死因審問で自殺と断定され、1954年6月12日に火葬された。母は、実験用化学物質を不注意に扱ったために起こった事故であると主張している。あるいは、母に事故だと思わせるようにして自殺したという説もある。同僚によれば、映画『白雪姫』を見た直後の彼が「魔法の秘薬にリンゴを浸けよう、永遠なる眠りがしみこむように」と言っていたのを耳にしており、白雪姫のワンシーンを真似てこのような死に方をしたのだという。

## 再評価

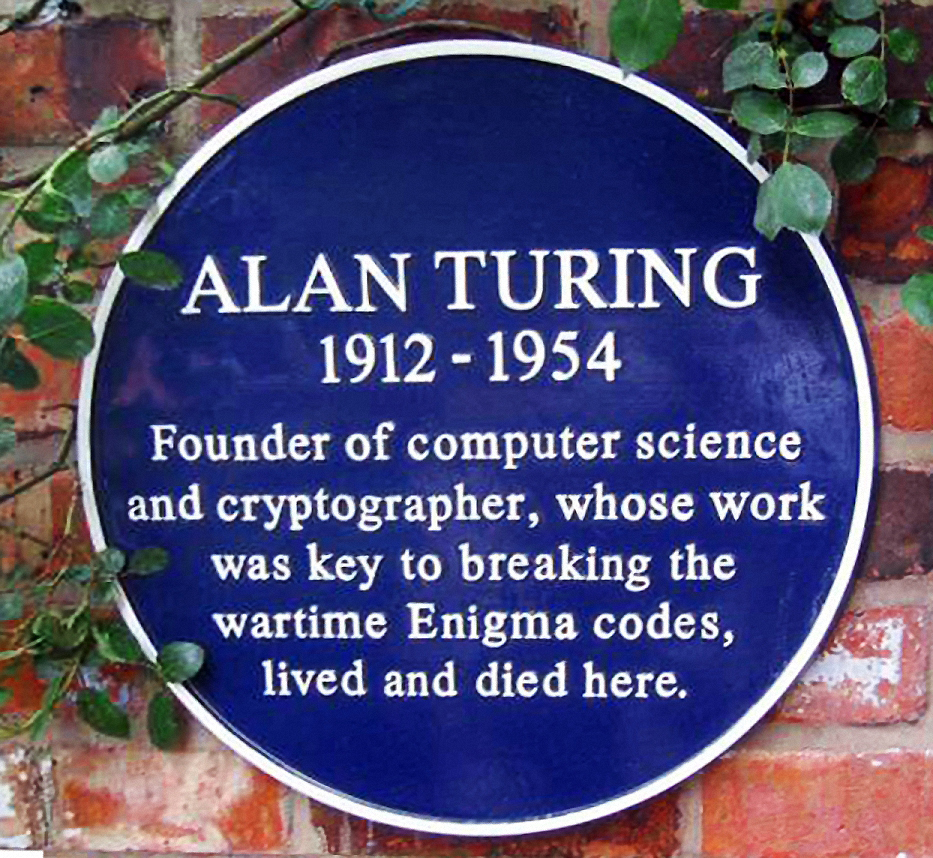
ウィルムズローのチューリング宅にあるブルー・プラーク

チューリングの死後まもなく（戦時中の業績が機密扱いだったころ）、王立協会が伝記を出版しており、以下のように記されている。

3つの多様な数学的主題について、戦前に3つの特筆すべき論文を書いており、この重要な時期（戦時のこと）に何らかの大きな問題にとりかかっていたら重大な業績を残していただろうということがわかる。外務省での業績により、OBEが授与された。

国立物理学研究所の同僚で、後にチューリング賞を受賞したジェイムス・H・ウィルキンソンも、受賞講演で、外務省時代にチューリングが別の環境にいたならば、もっとも生産的な時期たりえた可能性が大きい、としている。しかし、問題やパズルといったものであれば種類を問わず大好きであったから、外務省での仕事にも興味をもって取り組んだであろうし、電子工学について知識を獲得したのもその時であった、と指摘している。
1966年から、コンピュータ科学者らによる国際的学会のACMは、同学会の守備範囲であるコンピュータ科学を中心とした分野の最高の賞として、チューリング賞を授与している。物理や化学といったようなかなり広い分野の最高の賞、という位置づけにあるものとして、コンピュータ科学分野におけるノーベル賞に相当するものと一般に扱われている。
1974年夏、ブレッチリー・パークの活動について書かれた「ウルトラ・シークレット」出版、チューリングらの功績について世間の知るところとなる。
1986年、ヒュー・ホワイトモアの戯曲「ブレイキング・ザ・コード」でチューリングが描かれた。1986年11月からロンドンのウェストエンドで公開され、1987年11月15日から1988年4月10日までブロードウェイで興行。1996年にはBBCでテレビドラマ化されている。いずれもチューリング役はデレク・ジャコビ。ブロードウェイでの公演はトニー賞3部門にノミネートされている。
1998年6月23日、86回目の誕生日に、伝記作者にして数学者のアンドリュー・ホッジスは公式の英国遺産としてブルー・プラーク（記念銘板）をチューリングの生まれた病院であったロンドンのウォーリントン・クレセントにあるコロネードホテルに掲げた。2004年6月7日には、死去50周年を記念して、ウィルムズロウ・ホリーミードの家にも記念のプラークが設置された。
1999年、タイム誌の「タイム100: 20世紀の最も影響力のある100人」で、コンピューター創造に果たした役割からチューリングを選んでいる。1999年のニール・スティーブンスンの小説『クリプトノミコン』にはチューリングが登場している。2000年3月13日、セントビンセント・グレナディーンにて20世紀の偉人を集めた切手セットが発行された。その中にチューリングの肖像が描かれた切手もあり、「1937: アラン・チューリングのデジタルコンピュータ理論」と記されている。2002年、BBCが行った「偉大な英国人」投票で第21位にランクインした。
晩年に働いていたマンチェスターでは、様々な方法でその栄誉を称えている。1994年、マンチェスターの環状道路が "Alan Turing Way" と名付けられている。またこの道路には Alan Turing Bridge という橋もある。2001年6月23日（誕生日）には、マンチェスター大学に隣接するサックビル・パークにベンチに座っている形の銅像が設置された。

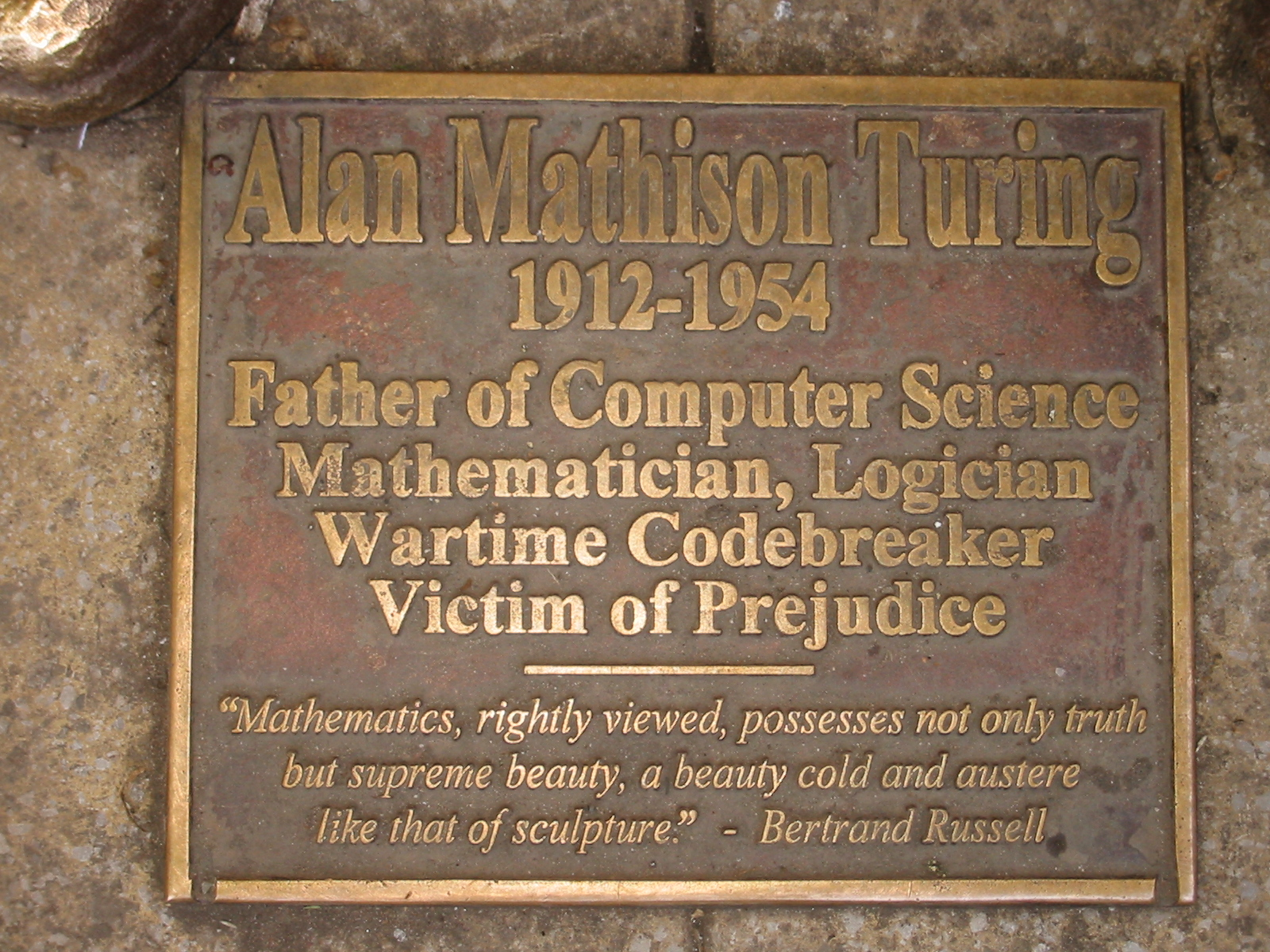
サックビル・パークの銅像に付随する銘板

この銅像はリンゴを持っている。リンゴは古来「禁じられた愛」の象徴であり、アイザック・ニュートンの万有引力の法則も思い起こさせるし、チューリングの死の状況も思い起こさせる。また、ブロンズ製のベンチにはレリーフで 'Alan Mathison Turing 1912–1954' と書かれていて、その下には 'Founder of Computer Science' をエニグマで暗号化した文字列が書かれている。台座には「計算機科学の父、数学者、論理学者、戦時中の暗号解読者、偏見の犠牲者」と記されている。バートランド・ラッセルの言葉も引用されていて「正しく見た数学は、真実だけでなく最高の美 - 彫刻のように冷たく厳しい美も有している」とある。台座の下には彫刻家が所有していた古いアムストラッド製パソコンが「あらゆる現代のコンピュータのゴッドファーザー」への捧げ物として埋められている。
没後50年を記念して、2004年10月28日には、幼少時に住んでいた町にあるサリー大のキャンパス内に銅像が置かれる。
プリンストン大学の発行する Princeton Alumni Weekly では、チューリングをジェームズ・マディソンに次ぐ偉大な卒業生だとしている。
2007年6月19日、ブレッチリー・パークに1.5トンの等身大の石像が立てられた。ウェールズの粘板岩を多数使用したもので、億万長者の Sidney Frank が彫刻家 Stephen Kettle に制作を依頼したものである。
2011年2月、チューリングの第二次世界大戦中の論文がオークションで買い取られ、ブレッチリー・パークに戻された。
2014年、グレアム・ムーアによる脚本、人気俳優ベネディクト・カンバーバッチがチューリングを演じる映画『イミテーション・ゲーム/エニグマと天才数学者の秘密』が公開された。
2019年、アラン・チューリングが新50ポンド紙幣に採用される事となった。新紙幣は2021年末頃に一般に出回ることになる。

### 政府による謝罪
2009年8月、ジョン・グラハム＝カミングがイギリス政府に対して、アラン・チューリングを同性愛で告発したことへ謝罪するよう請願活動をはじめた。これに対して数千の署名が集まった。
イギリス首相のゴードン・ブラウンはこの請願を認め、2009年9月10日に政府として正式な謝罪を表明し、当時のチューリングの扱いを「呆れたもの (appalling)」と表現して、次のように声明を発表した。

数千の人々がアラン・チューリングのための正義と彼がぞっとする扱われ方をしたという認識を求めて集まった。チューリングは当時の法律に則って扱われ、時計の針は戻すことはできないが、彼に対する処置はまったく不当であり、深い遺憾の意を表す機会を得たことを我々全てが満足に思っている… イギリス政府とアランのおかげで自由に生活している全ての人々を代表し、『すまない、あなたは賞賛に値する』と言えることを非常に誇りに思う。

2011年12月、William Jones はイギリス政府に対してアラン・チューリングの罪を免罪（名誉回復）してほしいという電子請願を申請した。この請願には21,000以上の署名が集まったが、法務大臣はチューリングが有罪宣告されたことは遺憾だが、当時の法律に則った正当な行為であったとしてこれを拒否した。
その後、2012年にイギリス貴族院に正式な恩赦の法案が提出され、2013年12月24日にエリザベス2世女王の名をもって正式に恩赦が発効した。キャメロン首相は、彼の業績をたたえる声明を発表した。

### 各大学における顕彰

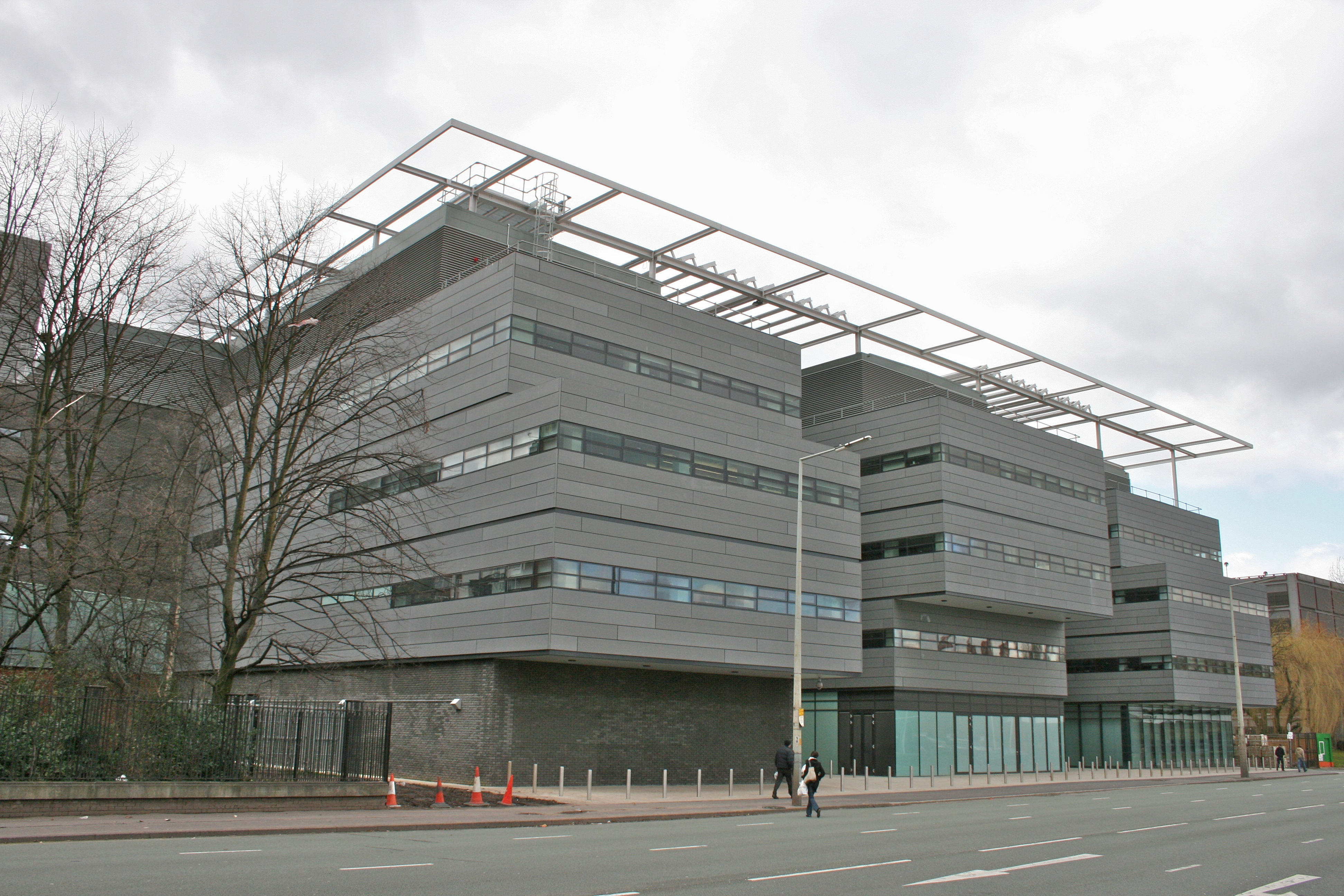
マンチェスター大学のアラン・チューリング・ビルディング

生涯と業績に関する催しが英国論理学会議と英国数学史学会主催で2004年6月5日にマンチェスター大学で行われた。
- エディンバラ大学情報学科には 'Turing Room' と呼ばれる部屋があり、エドゥアルド・パオロッツィ作の胸像がある。
- サリー大学の主広場には銅像がある。
- Istanbul Bilgi University では計算理論の会議が毎年開催されており、その期間を "Turing Days" と呼んでいる[108]。
- マンチェスター大学、オープン大学、オックスフォード・ブルックス大学、オーフス大学（デンマークオーフス）には、それぞれチューリングの名を冠した建物がある。
- オレゴン大学計算機科学科の建物のそばにはチューリングの胸像がある[109]。
- スイス連邦工科大学ローザンヌ校にはチューリングの名を冠した道路と広場（Chemin de Alan Turing と Place de Alan Turing）がある[110]。

### 生誕100周年

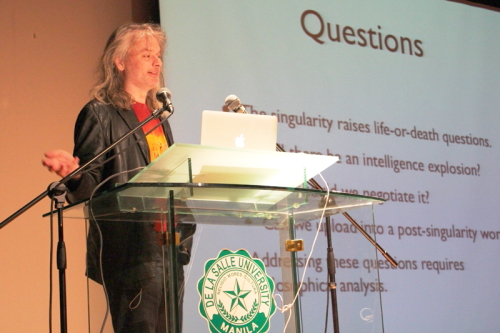
デ・ラ・サール大学（マニラ）において開催されたAlan Turing Yearカンファレンスの壇上に立つデイヴィッド・チャーマーズ（2012年3月27日）

生誕100年を記念して、Turing Centenary Advisory Committee（TCAC）は2012年を Alan Turing Yearとし、一年を通して世界各地でチューリングの生涯およびその功績を称えるイベントを行った。TCACには、マンチェスター大学、ケンブリッジ大学、ブレッチリー・パークなどの関係者が協力しており、数学者のS・バリー・クーパーが議長を務め、甥のジョン・ダーモット・チューリングが名誉会長を務めている。
2012年6月23日には、Google Doodle（Googleトップページのロゴ）がチューリングマシンを模したデザインに変更された。アルゴリズムを設定するミニゲームが遊べるようになっていた。
ブレッチリー・パーク・トラストは、Winning Moves社と共同で、モノポリーのアラン・チューリング版を発表した。このモノポリーのマスとカードは、メイダヴェールにある出生の地からブレッチリー・パークのHut 8に勤務するまでのアラン・チューリングの生涯をたどるような内容に改訂されている。また、このゲームには、チューリングを指導していたマックス・ニューマンの息子であるウィリアム・ニューマンが手書きで作成したモノポリーの原型のレプリカも同梱されている。この原型となったゲームを、1950年代にチューリングもプレイしていた。
フィリピンでは、デ・ラ・サール大学の哲学科が、2012年3月27日から28日にかけて、チューリングの生誕100周年を記念し、哲学、人工知能および認知科学に関する国際会議であるTuring 2012を開催した。インドでは、マドゥライにおいて、6,000人の学生が出席する記念式典が行われた。

#### 英国での記念イベント
ACMが6月にマンチェスターにおいて3日間のカンファレンスと、サンフランシスコにおいて2日間のカンファレンスをそれぞれ開催した。またケンブリッジでは、キングス・カレッジおよびケンブリッジ大学においてそれぞれチューリングの誕生日パーティとチューリング生誕100周年記念カンファレンスが開催された。ケンブリッジ大学でのものは、Computability in Europeにより開催された。
ロンドンのサイエンス・ミュージアムは、2012年6月から2013年7月にかけて、チューリングの生涯とその功績に特化した無料の展示を行った。2012年2月には、ロイヤルメールが「Britons of Distinction」シリーズの一環として、チューリングの切手を発行した。2012年ロンドンオリンピックの聖火リレーは、チューリングの100回目の誕生日である2012年6月23日に、サックヴィル・ガーデンズにあるチューリングの像の前で引き継がれた。
2012年6月22日、マンチェスター市議会は、Lesbian and Gay Foundationと共同で、Alan Turing Memorial Awardを創設し、マンチェスターにおいてホモフォビアに立ち向かうことに顕著な貢献のあった個人・団体を表彰することとした。
オックスフォード大学では、チューリングの生誕100周年を記念して、コンピュータサイエンスと哲学の新しい科目が開設された。
これ以前にも、2004年6月5日にマンチェスター大学において、British Logic ColloquiumおよびBritish Society for the History of Mathematicsの主催で行われた、チューリングの生涯とその功績を称えるイベントを含め、さまざまなイベントが行われている。

## 栄誉
- 1946年に大英帝国勲章オフィサーを授与

名前にちなむもの
- チューリングマシン
- チューリング・テスト
- チューリング賞

その他
- 2021年6月23日にイングランド銀行から発行される、イギリスの50イギリス・ポンド紙幣の絵柄となった[124]。